# Bastetanos
Los bastetanos o bástulos fueron un pueblo ibero, antiguos habitantes de la Bastitania, cuya población principal era Basti, a cinco kilómetros de la actual Baza, en la provincia de Granada. Habitaban un territorio que ocupaba el sureste de la península ibérica, que hoy en día pertenece a las provincias de Albacete, Almería, Granada, Málaga, Jaén y Región de Murcia. La zona se extendía desde Baria (Villaricos) hasta Bailo (Cádiz), comprendiendo cecas tan importantes como Abdera, Sexi, Malaca o Carteia.
Usualmente se identifican con los mastienos, mencionados en Avieno en siglo IV d. C. en la misma región que los bastetanos. Fueron un pueblo semitizado y asimilado por Estrabón a los bástulos aunque diferenciados por Plinio y Ptolomeo entre bastetanos en el interior y bástulos en la costa. Estrabón nos dice que son de la zona de Alicante o un poco más al interior. Entre ambos pueblos ocuparon la costa y parte del interior del sureste ibérico. 
La población íbera de Bastetania quedó integrada en la Hispania Ulterior entre el 190 a. C. y 179 a. C. con la campaña de Tiberio Sempronio Graco.

## Economía
La Bastetania era conocida por la minería, esparto y garum. Las minas de Cartagena fueron explotadas por todos los que se asentaron allí. El esparto lo cultivaban en los alrededores de la ciudad, se empezará a comercializar con los cartagineses. El tercer elemento es el garum y la salazón, de tradición mediterránea y gran comercialización.[cita requerida]
Es probable que los asentamientos agrícolas y ganaderos se organizaban de manera similar a los de la cultura argárica, aunque introduciendo innovaciones tecnológicas. En las vegas se cultivaban leguminosas (alfalfa, veza, haba, algarrobo) y los cereales que se cultivaban era el trigo común, base de la alimentación, y la cebada para el ganado.

## Territorio

### Oppidum
La Bastetania se dividía en diferentes zonas, cada una de ellas dependiente de un oppidum o ciudad fortificada, donde residía la población de mayor jerarquía. Hay hipótesis que indican que se configuraban como pequeños estados, independientes entre sí. En cuanto al emplazamiento de estos oppidum, señalar que se encontraban en lugares elevados con fuertes pendientes, probablemente con funciones de defensa, vigía y símbolo de poder. Dentro del recinto amurallado se establecía la red viaria interna y las plazas no se monumentalizan. En ocasiones se encontraban encajonados entre barrancos, de tal manera que en ocasiones se abancalaba el terreno.
En relación con la zona del Altiplano Granadino, se puede señalar los oppidum principales de Arkilakis al norte, después Tútugi y Basti al sur. En cuanto a las poblaciones de la vega del río Genil y el Poniente Granadino, señalar que los oppidum se emplazaban para poder controlar los pasos más relevantes. En el paso desde el alto Guadalquivir se encontraba Ilurco, y con una función similar se encontraba Cerro del Moro (Loja). En el paso de los valles de Sierra Nevada se encontraba Iliberris. Mesa de Fornes (Fornes), en el paso del río Cacín, controlaba la relación con los colonos fenicios y púnicos establecidos en la costa.

### Otros asentamientos
Hay evidencias también de otras poblaciones amuralladas, menor en tamaño, probablemente dependientes de las principales pero con cierta independencia al situarse alejados de los principales oppidum. Como poblaciones secundarias del área del altiplano de Huéscar y Baza se pueden señalar Las Angosturas, Los Castellones (Laborcillas) o Cerro de Los Almendros (Huéscar).
Además, relacionados con la actividad minera había otro tipo de asentamientos fortificados que dependían del oppidum principal. 
También se han identificado asentamientos de orientación agrícola y ganadera, en este caso situados en zonas llanas y menores a una hectárea. Estos dependían también del oppidum principal y se fundan en torno a finales del siglo IV a. C., perdurando hasta la época de la Hispania Ulterior (siglo I y siglo II d. C.)
A partir del siglo III los asentamientos se sitúan para asegurar el comercio a larga distancia y asegurar las comunicaciones entre los asentamientos.

## Arqueología

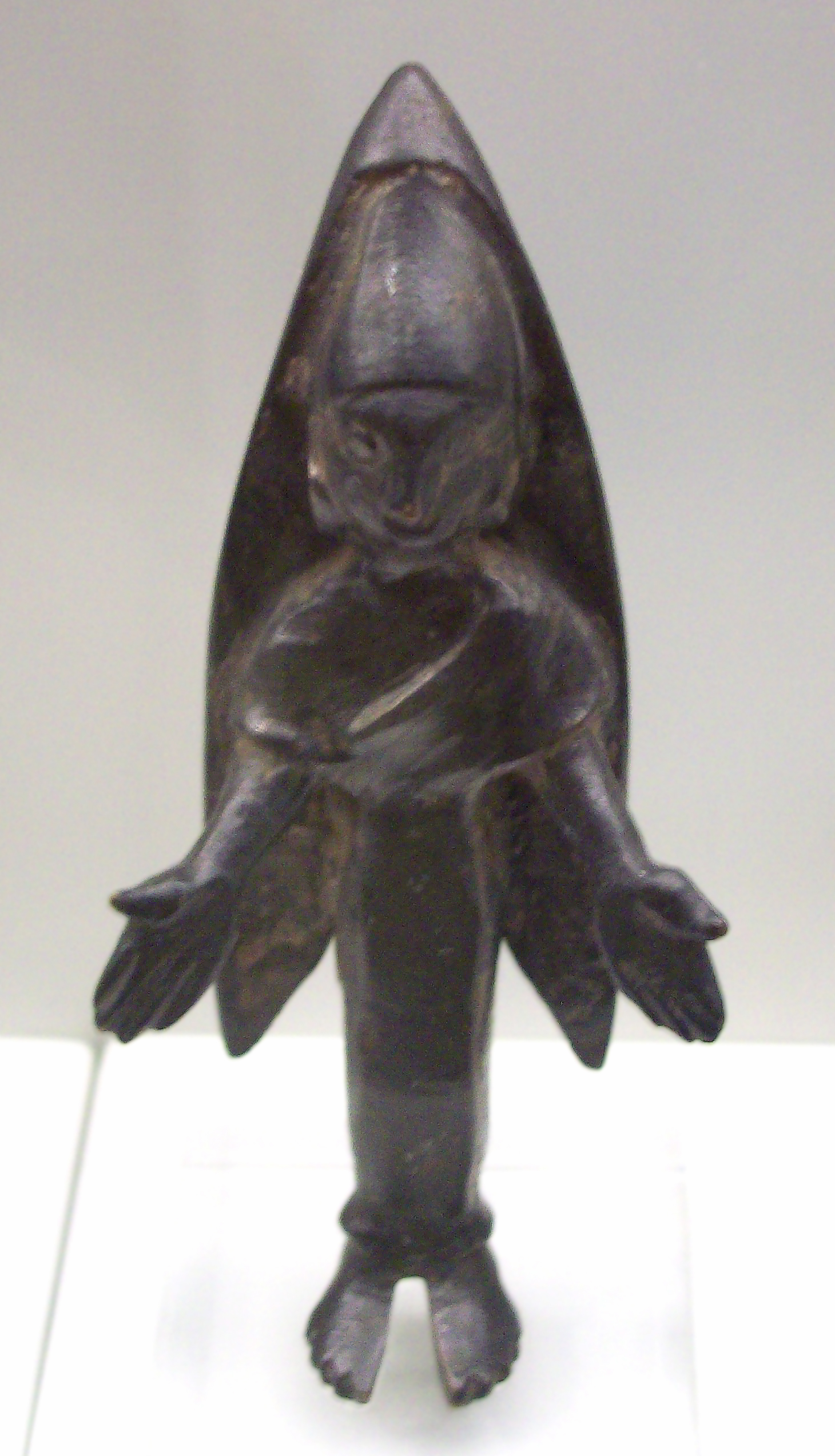
Exvoto bastetano de bronce. Eremitorio Ntra. Sra. de la Luz. La Alberca. Museo Arqueológico Nacional

Algunas de las actuaciones en el ámbito de la arqueología ibérica han sido la excavación de Cerro Cepero (Baza), donde en 1972 se encontró una de las esculturas más importantes del arte ibérico, la Dama de Baza, que se encuentra en el Museo Arqueológico Nacional de Madrid; la Necrópolis Ibérica de Tútugi (Galera) excavada en 1917 por Juan Cabré y Federico de Motos y la excavación en 1800 de la necrópolis de Cerro Largo (Baza) por Pedro Álvarez Gutiérrez. 
Además debemos señalar la excavación del oppidum de Cerro Cepero (Baza), Ilurco en Cerro de los Infantes, la intervención en Cerro del Real (Galera) de Manuel Pellicer y Wilheim Schüle en los años 60 del siglo XX o el poblado de Las Angosturas (Gor) por Miguel Botella. El conocimiento sobre los Bastetanos se ha incrementado además por las actuaciones a finales del siglo XX y principios del XXI en el casco histórico de Guadix, Fuente Amarga (Galera), Fuencaliente (Huéscar), el conjunto arqueológico de Basti (Baza) y Almaciles y el oppidum de Molata de Casa Vieja (Puebla de Don Fadrique). Señalemos asimismo los santuarios del Cortijo del Pajarillo (Huelma), Cerro de los Santos (Montealegre del Castillo), Collado de los Jardines (Santa Elena) y Cueva de la Lobera (Castellar) y las necrópolis de Cortijo del Duque, Cortijo del Porche y Los Asperones (Puebla de Don Fadrique).
Otros yacimientos atribuidos a espacios rituales son El Reolid, Cortijo de Pedrarías 3, Cerro de la Higueruela y Cerros del Curica (Puebla de Don Fadrique), El Cabalín (Fiñana), Cerro de la Ermita (Cogollos de Guadix), Cerro de Dólar (Dólar), Cerro del Almendro (Huéscar), Cerro del Castillo (Galera), Los Llanos y el poblado de Cerro de Montagón (Abla) y Peñón de Carroquero (Abrucena).
Yacimientos relacionados con explotaciones mineras son Peñón de Arruta (Jérez del Marquesado), El Cardal (Ferreira) y Cerro de la Calera (Dólar). Dentro de los yacimientos arqueológicos relacionados con las poblaciones agrícolas y ganaderas se pueden contar Los Baños (La Malahá), Loma Linda y Camino Encantado (Ogíjares) y los localizados en Deifontes, así como en los ríos Fardes, Guadiana Menor y río Galera.